# Droga wojewódzka 593
Die Droga wojewódzka 593 (DW 593) ist eine Woiwodschaftsstraße in Polen. Auf einer Länge von 78 Kilometern verläuft sie in West-Ost-Richtung innerhalb der Woiwodschaft Ermland-Masuren und verbindet die Städte Miłakowo (Liebstadt), Dobre Miasto (Guttstadt), Jeziorany (Seeburg) und Reszel (Rößel) miteinander. Außerdem stellt die DW 593 eine Verbindung her zwischen den Landesstraßen DK 51 und DK 57 sowie den Woiwodschaftsstraßen DW 507, DW 528, DW 530, DW 590, DW 594, DW 595 und DW 596.

## Verlauf der DW 593
Woiwodschaft Ermland-Masuren:
Powiat Ostródzki (Kreis Osterode):
- Miłakowo (Liebstadt) (Anschluss: → : Orneta (Wormditt) ↔ Morąg (Mohrungen))
- Pityny (Pittehnen)

Powiat Lidzbarski (Kreis Heilsberg):
- Ełdyty Wielkie (Groß Elditten)
- Wilczkowo (Wolfsdorf)

Powiat Olsztyński (Kreis Allenstein):
- Żardeniki (Scharnigk, Kr. Heilsberg)
- Łegno (Lingenau)
- Nowa Wieś Mała (Neuendorf bei Guttstadt)
- Dobre Miasto (Guttstadt) (Anschluss: → : Russland/Bezledy (Beisleiden) – Lidzbark Warmiński (Heilsberg) ↔ Olsztyn (Allenstein) – Olsztynek (Hohenstein), → : Braniewo (Braunsberg) – Orneta (Wormditt) → Dobre Miasto, und → : Ostróda (Osterode (Ostpr.)) – Łukta (Locken) → Dobre Miasto)
- Międzylesie (Schönwiese)
- Orzechowo (Noßberg)
- Radostowo (Freudenberg)
- Studnica (Schönborn)
- Wójtówko (Voigtshof)
- Jeziorany (Seeburg) (Anschluss: → : Barczewo (Wartenburg) – Stare Włóki (Alt Vierzighuben) → Jeziorany)
- Olszewnik (Elsau)
- Żardeniki (Scharnigk, Kr. Rößel)
- Kikity (Kekitten)
- Lutry (Lautern) (Anschluss: → : Bartoszyce (Bartenstein) ↔ Szczytno (Ortelsburg) – Kleszewo)
- Wójtowo (Voigtsdorf)
- Ryn Reszelski (Schellen)
- Kominki (Komienen)

Powiat Kętrzyński (Kreis Rastenburg):
- Zawidy (Soweiden)
- Mnichowo (Groß Mönsdorf) (Anschluss: → : Biskupiec (Bischofsburg) – Kabiny (Kabienen) → Mnichowo)
- Robawy (Robawen, 1938–1945: Robaben) (Anschluss: : Barciany (Barten) – Korsze (Korschen) – Reszel (Rößel) ↔ Biskupiec (Bischofsburg))
- Reszel (Rößel) (Anschluss: : Bisztynek (Bischofstein) ↔ Kętrzyn (Rastenburg))